# Murarz
Murarz è un cortometraggio documentario del 1973 diretto da Krzysztof Kieślowski.